# Opsiphanes rectifasciata
Opsiphanes rectifasciata är en fjärilsart som beskrevs av Hans Fruhstorfer 1907. Opsiphanes rectifasciata ingår i släktet Opsiphanes och familjen praktfjärilar. Inga underarter finns listade i Catalogue of Life.